# Облога Магдебурга (1631)
Облога Магдебурга (листопад 1630 — 10 (20) травня 1631 року) — під час тридцятилітньої війни місто Магдебург у листопаді 1630 року було взяте в облогу військами Католицької Ліги на чолі з графом Йоганном Тіллі.
20 травня 1631 року місто було взяте штурмом і віддане на триденне розграбування армії. В історичній літературі подія знана як «Магдебурзька різня». Війська графа Тіллі і графа Паппенгейма вирізали 4/5 населення міста, з 30 тисяч мешканців живими залишилось заледве 5 тисяч.
На прохання містян про милосердя Тіллі відповів, мовляв «почекайте ще з годину, я подивлюсь, що можна буде зробити, треба дати щось солдату після стількох небезпек і трудів».
Спустошення було настільки важким, що протягом десятиліть вживався вислів магдебургізація, що означав тотальне знищення, руйнування, зґвалтування і розбій. Вислів «Магдебурзьке правосуддя», «Магдебурзьке милосердя» використовувався протестантами які намагались відплатити католикам такою ж монетою.

## Історія
Магдебург був важливим опорним пунктом протестантів північ від Німеччини. Коли шведський король Густав II Адольф у червні 1630 висадився в Померані — Магдебург став його союзником. Коли Густав Адольф обложив Ландсберг-на-Варті, ватажок військ католицької ліги, граф Тіллі, рушив до Бранденбурга з головними силами, сподіваючись змусити шведського короля до генеральної битви, і виділивши облоговий корпус під командуванням генерала Паппенгейма для облоги Магдебургом. 17 серпня Паппенгейм (3 тисячі піхоти і близько 1,5 тисячі кавалерії) підійшов до міста і опанував найближчими селищами на лівому березі Ельби, але не наважився штурмувати, чекаючи на прибуття Тіллі. Однак шведи ухилялися від битви, маневруючи вздовж Одера, і Тіллі був змушений вирушити за ними.
3 квітня 1631 року Густав Адольф взяв Франкфурт, а 6 квітня — Ландсберг. Дізнавшись про це, Тіллі попрямував до Магдебурга і розпочав енергійну облогу міста, сподіваючись, що Густав II Адольф рушить на допомогу важливого протестантського центру. Наприкінці травня з 23 тисячами піхоти, 3 тисячами кавалерії та 86 гарматами Тіллі підступив до Магдебурга.
Гарнізон Магдебурга складався з 2 тисяч людей піхоти та 300 осіб кавалерії. Хоча на настійну вимогу коменданта Фалькенберга було вжито заходів щодо посилення міської огорожі зовнішніми спорудами на обох берегах Ельби, проте, ні він, ні маркграф не користувалися повною свободою дій, бувши обмежені у своїх розпорядженнях міським магістратом. Однак, завдяки діяльності Фалькенберга і слабкості облогового загону, зміцнення були посилені, оборона організована, і обложені могли б протриматися ще довго, якби Тіллі прибуття не змінило обороту справ. Протягом двох тижнів імперці опанували всі зовнішні укріплення. Становище міста ставало критичним.
Тим часом Паппенгейм, на чолі 5 піхотних полків, перейшов на правий берег Ельби і зайняв залишений Фалькенбергом передмістя Нейштадт, звідки повинен був вести головну атаку; але його батареї не завдавали значної шкоди, а погано спрямовані міни зіпсували більше власні облогові роботи; щоб дійти до гласису, йому знадобилося 23 дні, хоча відстань не перевищувала 300 кроків; тим часом саме з цього боку була найслабша частина міста, оскільки рів був неглибокий і ескарп низький.
27 квітня Тіллі зажадав здачі, але отримав відмову. На зібраній 9 травня військовій раді було вирішено штурмувати Магдебург. 10 травня, о 5 годині ранку, одночасно з усіх боків. Тим часом Фалькенберг розділив городян на 18 загонів за кількістю міських частин та розподілив їх для оборони. Захисники Магдебурга мали протягом дня стояти на стінах, а на ніч половина гарнізону відпускалася до будинків для відпочинку. Паппенгейм перший рушив свої війська (попереду піхота, за нею поспішні кавалеристи), легко піднявся на бруствер, зняв колишні там слабкі пости і увірвався в місто. З 8 до 10 години ранку на вулицях кипів запеклий бій. Можливо, Паппенгейм був би скинутий назад у рів, якби куля не вразила хороброго коменданта, що поспішив на постріли. З цієї хвилини доля Магдебурга була вирішена, кількість штурмуючих зростала з кожною хвилиною, але оборонялися захищалися з мужністю. Опівдні Магдебург був при владі імперців.

## Розорення Магдебурга
Озлоблені довгою облогою солдати вийшли з-під контролю та розпочали різанину. Місто було розграбоване, зруйноване і спалене, з 30 тисяч городян вижило не більше 5 тисяч. Щоб уникнути епідемій, наступні два тижні обвуглені трупи просто скидали до Ельби. Паппенгейм написав у листі:

| Місто втратило не менше 20 тисяч душ, і воістину не було бачено більшого жаху та божественного суду з часів руйнування Єрусалиму. Усі наші солдати стали багатіями. З нами Бог! |
| |

Кровопролиття змінилося грабунком, грабіж — пожежею. Побачивши, що громадяни продовжують опір на вулицях, Паппенгейм наказав підпалити місто з одного боку, щоб спонукати захисників йти туди для порятунку кварталу; громадяни самі підпалили інший квартал, щоби зупинити грабіжників. Через 12 годин квітуче і багате місто Німеччини звернулося до купи попелу. Розгром Магдебурга, який обурив усіх протестантів Європи і викликав у Німеччині обурення проти шведського короля, бездіяльність якого здавалася головною причиною лиха, становить безперечно один зі знаменитих фактів Тридцятирічної війни: жодна подія не сприяла настільки підтримці ненависті між католиками і протестантами, як розлад багатого міста; пам'ять у тому передавалася з покоління до покоління протягом кількох століть. Хоча деякі військові письменники і стверджували, що шведський король надав нерішучість, не рухаючись на виручку Магдебургу, проте, не можна його дорікати в тому, що він не зробив ризикованих операцій, не забезпечивши свою операційну лінію заняттям Кюстріна і Шпандау. Він не був упевнений у Бранденбурзькому курфюрсті, ще менше в Саксонському курфюрсті, а при такій обстановці поразка могла мати для шведів найзгубніші наслідки і повести до втрати в один день плодів стількох зусиль.
З тридцяти тисяч жителів у Магдебурзі вціліло близько п'яти тисяч, переважно це були жінки. Солдати рятували жінок і вели їх у свій табір, а лише потім починали займатися грабунком. Потім Тіллі послав до своїх солдатів священників, щоб умовляти їх одружитися з зґвалтованими ними жінками. Чоловікам, що залишилися в живих у Магдебурзі, дозволялося викупити своїх жінок, наймаючись у служіння до солдатів. Щоб запобігти епідемії, Тіллі розпорядився скидати трупи, що валялися в місті, в Ельбу. Це зайняло два тижні. Нижче міста береги річки були усіяні розпухлими трупами.
Після цього погрому Магдебург довго залишався в руїнах, а в 1636 був змушений здатися військам імперсько-саксонської армії.
Після 1631 серед учасників Тридцятилітньої війни узвичаївся термін «магдебургізація» (Magdeburgisieren), що позначає повне руйнування і пограбування.